# Gene Wolfe
Gene Rodman Wolfe (ur. 7 maja 1931 w Nowym Jorku, zm. 14 kwietnia 2019 w Peorii) – amerykański pisarz science fiction i fantasy.
Był autorem m.in. serii książek Księga Nowego Słońca (The Book of the New Sun). W jej świecie przestawionym ziemia się starzeje a słońce gaśnie. Młody kat o imieniu Severian, którego przymiotem jest to, że nigdy niczego nie zapomina, zostaje wygnany z konfraterni. Składa się ona z następujących części: Cień kata, Pazur Łagodziciela, Miecz liktora, Cytadela Autarchy i uzupełniająca cykl Urth Nowego Słońca. W tym samym świecie przestawionym dzieją się także kolejne serie: Księga Długiego Słońca (The Book of the Long Sun) i Księga Krótkiego Słońca (The Book of the Short Sun).

## Publikacje

### Powieści

#### Księga Nowego Słońca
- Cień kata (The Shadow of the Torturer, 1980; Iskry 1993; Zysk i S-ka 1998; Książnica 2007)
- Pazur Łagodziciela (The Claw of the Conciliator, 1981; Iskry 1994; Zysk i S-ka 1998; Książnica 2007)
- Miecz liktora (The Sword of the Lictor, 1982; Iskry 1994; Zysk i S-ka 2007)
- Cytadela Autarchy (Citadel of the Autarch, 1983; Iskry 1995; ; Zysk i S-ka 2007)
- Urth Nowego Słońca (The Urth of the New Sun, 1987; Iskry 1995; Książnica 2007)

#### Księga Długiego Słońca
- Ciemna Strona Długiego Słońca (Nightside the Long Sun, 1993; Mag 1998)
- Jezioro Długiego Słońca (Lake of the Long Sun, 1995; Mag 1999)
- Calde Długiego Słońca (Calde of the Long Sun, 1994; Mag 1999)
- Exodus z Długiego Słońca (Exodus From the Long Sun, 1997; Mag 2001)

#### Księga Krótkiego Słońca
- Na wodach Błękitu (On Blue's Waters, 1999; Mag 2003)
- W dżunglach Zieleni (In Green's Jungles, 2000; Mag 2006)
- Powrót do Whorla (Return to the Whorl 2001; Mag 2007)

#### CyklLatro
- Żołnierz z Mgły(inne języki) (Soldier of the Mist, 1986; Phantom Press International 1992; Zysk i S-ka 1998)
- Żołnierz Arete (Soldier of Arete, 1989; Phantom Press International 1992; Zysk i S-ka 1998)
- Soldier of Sidon (2006)

#### The Wizard Knight
- Rycerz (The Knight, 2003; Wydawnictwo Dolnośląskie 2007)
- Czarnoksiężnik (The Wizard, 2004; Wydawnictwo Dolnośląskie 2009)

#### Pozostałe
- Operation Ares (1970)
- Piąta Głowa Cerbera (The Fifth Head of Cerberus, 1972; Prószyński i S-ka 1999)
- Pokój (Peace, 1975; MAG 2014)
- The Devil in a Forest (1976)
- Nowojorskie Odloty (Free Live Free, 1984; Alfa-Wero 1998)
- There Are Doors (1988)
- Miasteczko Castleview (Castleview, 1990; Mag 1997)
- Pandora, By Holly Hollander (1990)
- Pirate Freedom (2007), nominacja do nagrody Locusa w 2008[2]
- An Evil Guest (2008)
- The Sorcerer’s House (2010)
- Home Fires (2011)
- The Land Across (2013)
- A Borrowed Man (2015)
- Interlibrary Loan (2020, wyd. pośmiertnie)

### Zbiory opowiadań
- Piąta głowa Cerbera (The Fifth Head of Cerberus, 1972)
- Śmierć Doktora Wyspy (The Island of Doctor Death and Other Stories and Other Stories, 1980; Prószyński i S-ka 1995)
- Gene Wolfe’s Book of Days (1981)
- The Wolfe Archipelago (1983)
- Plan(e)t Engineering (1984)
- Bibliomen (1984)
- Storeys from the Old Hotel (1988)
- Endangered Species (1989)
- Castle of Days (1992)
- Strange Travelers (2000)
- Innocents Aboard (2004)